# Mesxerka
Mesxerka (en rus: Мещерка) és un poble (un possiólok) de l'óblast de Lípetsk, a Rússia, que el 2011 no tenia cap habitant. Pertany al districte rural d'Úsman.